# Fridão
Fridão ist eine Gemeinde im Nordwesten Portugals.
Fridão gehört zum Kreis Amarante im Distrikt Porto, besitzt eine Fläche von 7,9 km² und hat 664 Einwohner (Stand 19. April 2021).